# Prix Gérard-Morisset
Pour un article plus général, voir Prix du Québec.

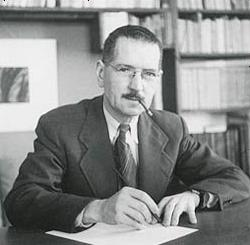
Gérard Morisset photographié à son bureau, 1937

Le prix Gérard-Morisset est l’un des Prix du Québec décernés annuellement par le gouvernement du Québec. Il couronne l'ensemble d’une carrière consacrée au patrimoine. Il est nommé en mémoire de l'historien de l'art Gérard Morisset.

## Description du prix
Les activités reconnues par ce prix sont la recherche, la création, la formation, la production, la conservation et la diffusion dans les domaines des biens culturels du Québec, des archives, de la muséologie et de la culture populaire traditionnelle.
Les critères d’éligibilité au prix sont :
- le candidat doit être citoyen canadien et vivre ou avoir vécu au Québec ;
- une personne ne peut recevoir deux fois le même prix, mais elle peut en recevoir plus d'un la même année ;
- un prix ne peut être attribué à plusieurs personnes à moins que ces personnes participent à des réalisations conjointes ;
- un prix ne peut être attribué à titre posthume.

Le prix :
- une bourse non imposable de 30 000 $ ;
- une médaille en argent réalisée par un artiste québécois ;
- un parchemin calligraphié et un bouton de revers portant le symbole des Prix du Québec ;
- une pièce de joaillerie exclusive aux lauréates et aux lauréats ;
- un hommage public aux lauréats et aux lauréates par le gouvernement du Québec au cours d'une cérémonie officielle.

## Origine du nom
Le prix doit son nom à Gérard Morisset (1898 - 1970), qui a consacré sa vie à la découverte et à la documentation du patrimoine québécois. En 1937, il a entrepris la tâche colossale de dresser un inventaire des œuvres d’art du Québec. Il a été directeur du Musée national des beaux-arts du Québec de 1953 à 1965 et il a fait de ce musée l’un des plus prestigieux musées canadiens.

## Lauréats et lauréates
- 1992 - Jean-Claude Marsan
- 1993 - Carmen Gill-Casavant
- 1994 - Phyllis Lambert
- 1995 - Maurice Lemire
- 1996 - Michel Lessard
- 1997 - France Gagnon-Pratte
- 1998 - Jean-Claude Dupont
- 1999 - Luc Noppen
- 2001 - Carol Couture
- 2002 - Norman Clermont
- 2003 - Marcel Junius
- 2004 - John R. Porter
- 2005 - Cyril Simard
- 2006 - Paul-Louis Martin
- 2007 - Jacques Lacoursière
- 2008 - Laurier Lacroix
- 2009 - Marcel Moussette
- 2010 - François-Marc Gagnon
- 2011 - Jean Provencher
- 2012 - Dinu Bumbaru
- 2013 - Madeleine Juneau
- 2014 - Jacques Mathieu
- 2015 - Serge Bouchard
- 2016 - Jules Bélanger
- 2017 - Jean Simard
- 2018 - Christina Cameron
- 2019 - Jocelyn Bérubé
- 2020 - Claude Dubé
- 2021 - Yvette Mollen
- 2022 - Lucie K. Morisset
- 2023 - Pierre Lahoud
- 2024 - Raymond Montpetit